# Floyd Patterson
Floyd Patterson, född 4 januari 1935 i Waco, North Carolina, död 11 maj 2006 i New Paltz i Ulster County, New York, var en amerikansk boxare. Han var världsmästare i tungvikt 1956–1959 och 1960–1962. Patterson blev historisk som den förste tungviktsmästaren att återerövra en förlorad titel.

## Biografi
Patterson växte upp i Bedford-Stuyvesant, Brooklyn, New York. 
Endast 17 år gammal vann han guld som mellanviktare i Olympiska sommarspelen 1952 i Helsingfors, där även en annan blivande tungviktsvärldsmästare tävlade – Ingemar Johansson (diskad som tungviktsfinalist mot Ed Sanders). Som proffs fick Patterson den legendariske Cus D'Amato som tränare. 

### Proffskarriär
1956 blev han den dittills yngste tungviktsmästaren, när han knockade Archie Moore och därmed vann den vakanta titeln efter Rocky Marciano. 1959 blev han besegrad av Ingemar Johansson. Han skrev dock boxningshistoria ett år senare då han blev den första tungviktsmästaren som återtog titeln, efter en KO-seger i den femte ronden (returmatchen i New York, 20 juni 1960).
Patterson förlorade titeln igen 1962 till Sonny Liston på KO i rond 1. Han var chanslös även i returen där resultatet blev detsamma.
1965 fick han en ny chans att återta titeln en andra gång när han ställdes mot Muhammad Ali. Patterson kämpade tappert, men i rond tolv stoppade domaren den ensidiga matchen.
Patterson fortsatte att boxas in på 1970-talet. Hans sista match var ett andra möte mot Muhammad Ali 1972. Ali vann även den matchen (som inte gällde VM-titeln) på TKO efter sjunde ronden, och matchen bröts på grund av att Pattersons ögon var igensvullna.

### Populär i Sverige
Trots att Floyd Patterson besegrade Ingemar Johansson i två av deras tre möten blev Patterson mycket populär i Sverige. Han fick mängder med beundrarbrev från svenska "Floyd-fans", och han besökte Sverige många gånger efter att han gick matcherna mot Ingemar Johansson.
Pattersons yngre bror Raymond var fram till sin bortgång 2024 bosatt i Göteborg (Torslanda). Han var vid sidan om lastbilschaufför för Volvo även boxare inom tungvikt, om än i mindre utsträckning. Han boxades mot bland annat Chuck Wepner och sparrade en match med Sonny Liston på Redbergslids boxningsklubb inför en av Listons matcher i Sverige.

### Sjukdom och sista tid
I likhet med Ingemar drabbades Floyd Patterson av demens av den för boxare vanliga typen dementia pugilistica. Andra legendariska boxare som drabbats av denna sjukdom är Muhammad Ali och Joe Louis.
Patterson dog 2006. Han hade då lidit av Alzheimers sjukdom i nästan åtta år och även drabbats av prostatacancer.

## Utmärkelser
Patterson är invald i boxningens Hall of Fame.

## Biografi
- Hårda bandage (Victory over myself) (skriven tillsammans med Milton Gross) (översättning Anders Hernmarck och Bertil Lagerström, Rabén & Sjögren, 1962)
- Patterson, Floyd; Gross Milton (1962). Hårda bandage. Stockholm: Rabén & Sjögren. Libris 2274679

## Galleri

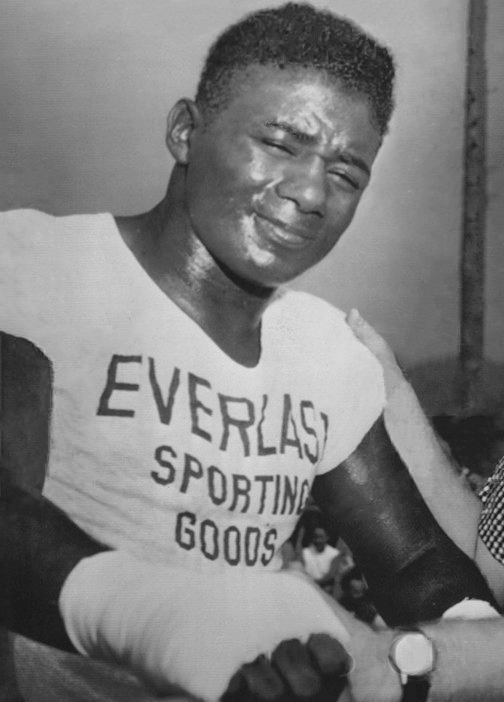
Floyd Patterson 1957.
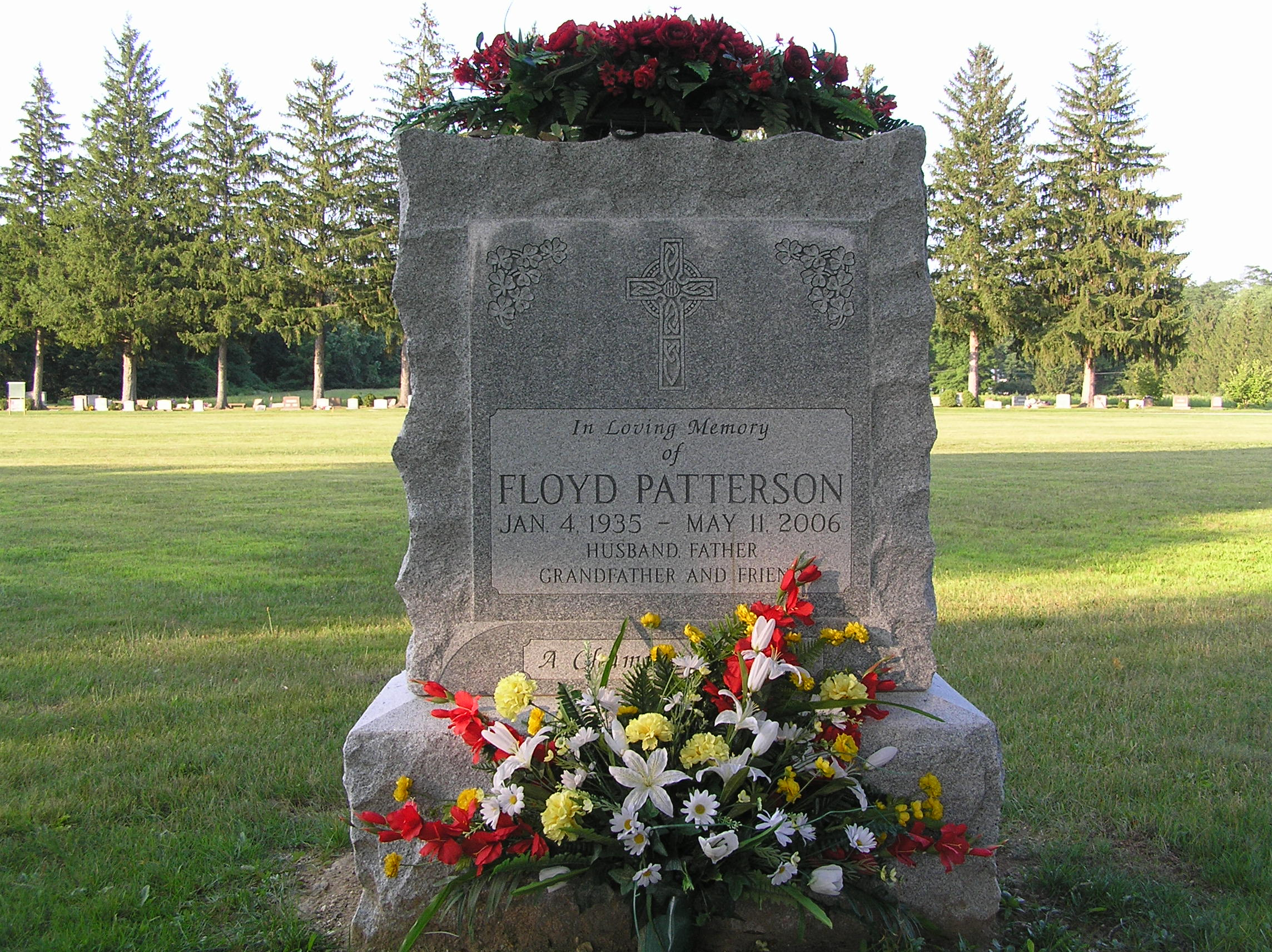
Floyd Pattersons grav.

### Webbsidor
- Patterson på boxrec.com